# Bruno Gamberini
Bruno Gamberini (ur. 16 lipca 1950 w Matão, zm. 28 sierpnia 2011 w São Paulo) – brazylijski duchowny katolicki, arcybiskup Campinas w latach 2004-2011.

## Życiorys
Święcenia kapłańskie przyjął 11 grudnia 1974 i został inkardynowany do diecezji São Carlos. Po święceniach rozpoczął pracę w seminarium, zaś w latach 1979-1981 został proboszczem w Ribeirão Bonito. W 1980 rozpoczął pracę w sądzie kościelnym, a w latach 1983-1995 był wikariuszem katedry oraz rektorem seminarium.
17 maja 1995 papież Jan Paweł II mianował go biskupem diecezji Bragança Paulista. Sakry biskupiej udzielił mu 16 lipca tegoż roku bp Constantino Amstalden.
2 czerwca 2004 został promowany na urząd arcybiskupa Campinas. Ingres odbył się 1 sierpnia 2004.
Zmarł w szpitalu w São Paulo 28 sierpnia 2011.